# Actinochaetopteryx nubifera
Actinochaetopteryx nubifera är en tvåvingeart som beskrevs av Malloch 1935. Actinochaetopteryx nubifera ingår i släktet Actinochaetopteryx och familjen parasitflugor. Inga underarter finns listade i Catalogue of Life.